# Șivița
Șivița – wieś w Rumunii, w okręgu Gałacz, w gminie Tulucești. W 2011 roku liczyła 2330 mieszkańców.